# Международен ден на мъжа
Подобно на Международния ден на жената в Тринидад и Тобаго през 1999 г. се заражда инициативата на 19 ноември да се чества Международен ден на мъжа. Тази дата е заимствана от Индия, където на 19 ноември се чества Ден на мъжа. Идеята се подкрепя от ООН.
Все още в малко страни в света се чества Ден на мъжа. Този празник е на различни дати.
| Дата        | Държави                        | Забележка                                                 |
| ----------- | ------------------------------ | --------------------------------------------------------- |
| 7 февруари  | Малта                          |                                                           |
| 23 февруари | Украйна Русия                  |                                                           |
| 25 февруари | Киргизстан                     |                                                           |
| 5 март      | Великобритания Ирландия        | планира се да бъде на тази дата                           |
| 9 март      | Румъния                        | само в някои области                                      |
| 5 ноември   | България                       |                                                           |
| 23 март     | Колумбия                       | планира се да бъде на тази дата, след деня на Свети Йосиф |
| 15 юли      | Бразилия                       |                                                           |
| 7 октомври  | Норвегия                       |                                                           |
| 19 ноември  | Тринидад и Тобаго Индия Канада |                                                           |